# Asjarán
Asjarán (en azerí: Əsgəran) o Askerán (en armenio: Ասկերան, romanizado: Askeran) es una ciudad ubicada en la región histórica del Alto Karabaj, perteneciente al raión de Jóyali en Azerbaiyán. La ciudad tenía una población de mayoría armenia étnica antes de la segunda guerra del Alto Karabaj de 2020.

## Geografía
Se encuentra en la margen izquierda del río Karkar (Qarqarçay), aproximadamente a 13 km al noreste de Jankendi.

## Historia
La fortaleza de Askerán, conocida como Mayraberd, fue construida por el gobernante del kanato de Karabaj, Panah Ali Jan, en 1751, en la parte sur de la ciudad. El historiador armenio Shahen Mkrtchyan escribe que la fortaleza de Askerán se construyó sobre los cimientos de la aldea y fortaleza armenia medieval conocida como Mayraberd. Durante la guerra ruso-persa (1804-1813), el campamento ruso estaba cerca de la fortaleza. En 1810, se llevaron a cabo conversaciones de paz entre rusos y persas en la fortaleza.
En el Imperio ruso, Askerán era parte de uyezd de Shusha en la Gobernación de Elizavétpol. 
Durante el período soviético, la ciudad fue el centro administrativo del distrito de Askerán (formado en 1978), que formaba parte del óblast autónomo del Alto Karabaj en la República Socialista Soviética de Azerbaiyán.
Askerán fue el sitio de uno de los puntos de partida del conflicto del Alto Karabaj en 1988. El enfrentamiento de Askerán (al que siguió el pogromo de Sumgait) se produjo el 22 de febrero de 1988, y consistió en una multitud de azerbaiyanos enojados que marchó desde Agdam en dirección a Stepanakert y se enfrentó con la policía y los armenios locales en Askerán, lo que terminó con la muerte de dos azerbaiyanos y heridos en ambos bandos.
La ciudad era conocida como un bastión armenio durante la primera guerra del Alto Karabaj. En 1991, se convirtió en el centro de la provincia de Askerán de la República de Artsaj tras la guerra.
Tras la segunda guerra del Alto Karabaj, la ciudad siguió en manos armenias. El 15 de noviembre de 2020, se colocó en el asentamiento el puesto de observación No. 11 del contingente de mantenimiento de la paz de las fuerzas armadas de la Federación Rusa, las cuales se retirarón el 1 de septiembre de 2022 y actualmente en ese puesto de observación es operado por las fuerzas armadas de la República de Azerbaiyán.
Tras el conflicto de 2023, Askerán volvió al poder de Azerbaiyán.

## Economía
La población se dedica a la agricultura, horticultura, ganadería, así como a diferentes instituciones estatales y otras empresas privadas. La ciudad alberga fábricas de vino, brandy y bebidas no alcohólicas, así como empresas de arquitectura, escuelas secundarias y musicales, una casa de cultura, un edificio municipal, un jardín de infancia y un hospital. La comunidad de Askerán incluye el pueblo de Kyatuk.

## Demografía
En 1970 Askerán tenía una población estimada de 700 personas, la mayoría de etnia armenia. En el 2005, la ciudad tenía 1 967 habitantes, y en 2015 la población había aumentado a 2 300.
|              | 1979      | 1979       | 2005      | 2005       |
| Grupo étnico | Población | Porcentaje | Población | Porcentaje |
| ------------ | --------- | ---------- | --------- | ---------- |
| Armenios     | 742       | 84,2%      | 1961      | 99,7%      |
| Azeríes      | 106       | 12%        | 1         | 0,1%       |
| Rusos        | 28        | 3,2%       | -         | -          |
| Ucranianos   | 2         | 0,2%       | 3         | 0,2%       |
| Otros        | -         | -          | 2         | 0,1%       |
| Total        | 881       | 100%       | 1967      | 100%       |

## Arquitectura y monumentos
Los sitios del patrimonio histórico en Askerán y sus alrededores incluyen la fortaleza de Askerán del siglo XVIII, el santuario-cueva de Hatsut (en armenio: Հացուտ) o la iglesia de Askerán (en armenio: Սուրբ Աստվածածին, romanizado: Surb Astvatsatsin, lit. 'Santa Madre de Dios'), construida en 2002. Las obras de restauración de la fortaleza comenzaron en 2018.

## Galería

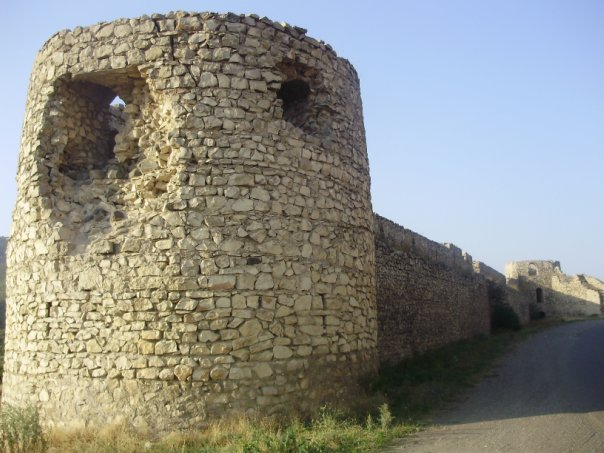
Torre de la fortaleza de Askerán
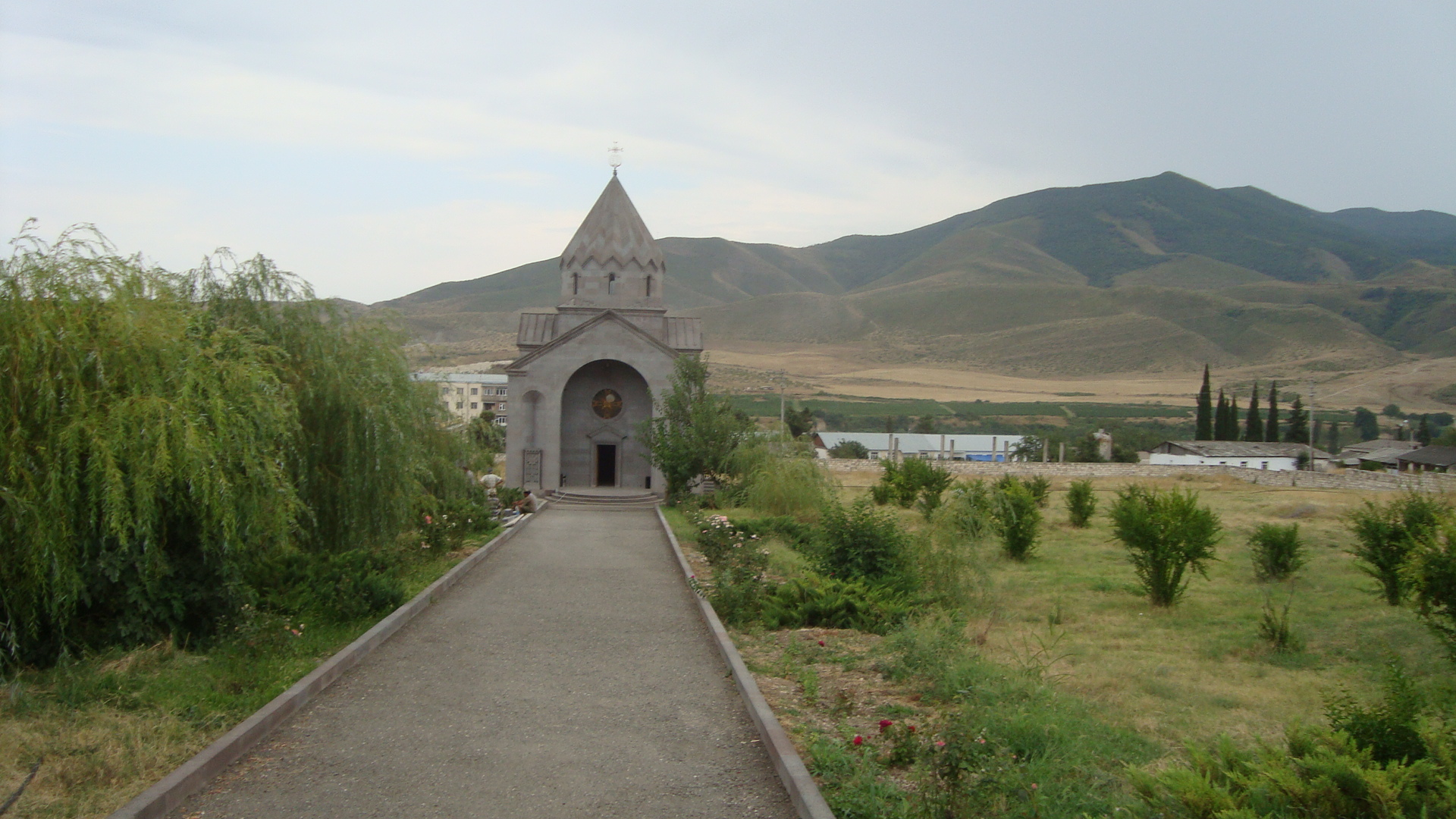
Iglesia de Askerán y sus alrededores
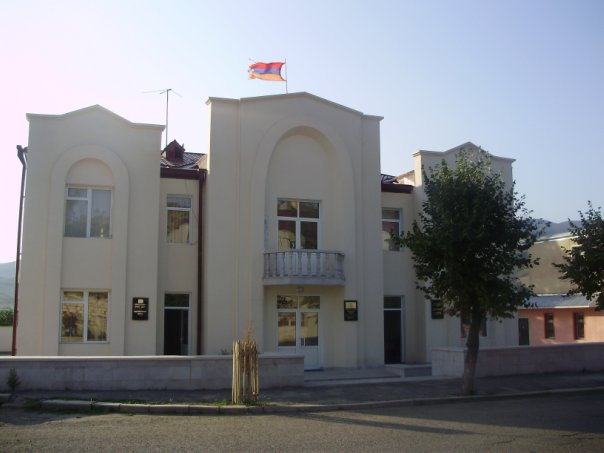
Juzgados provinciales de Askerán
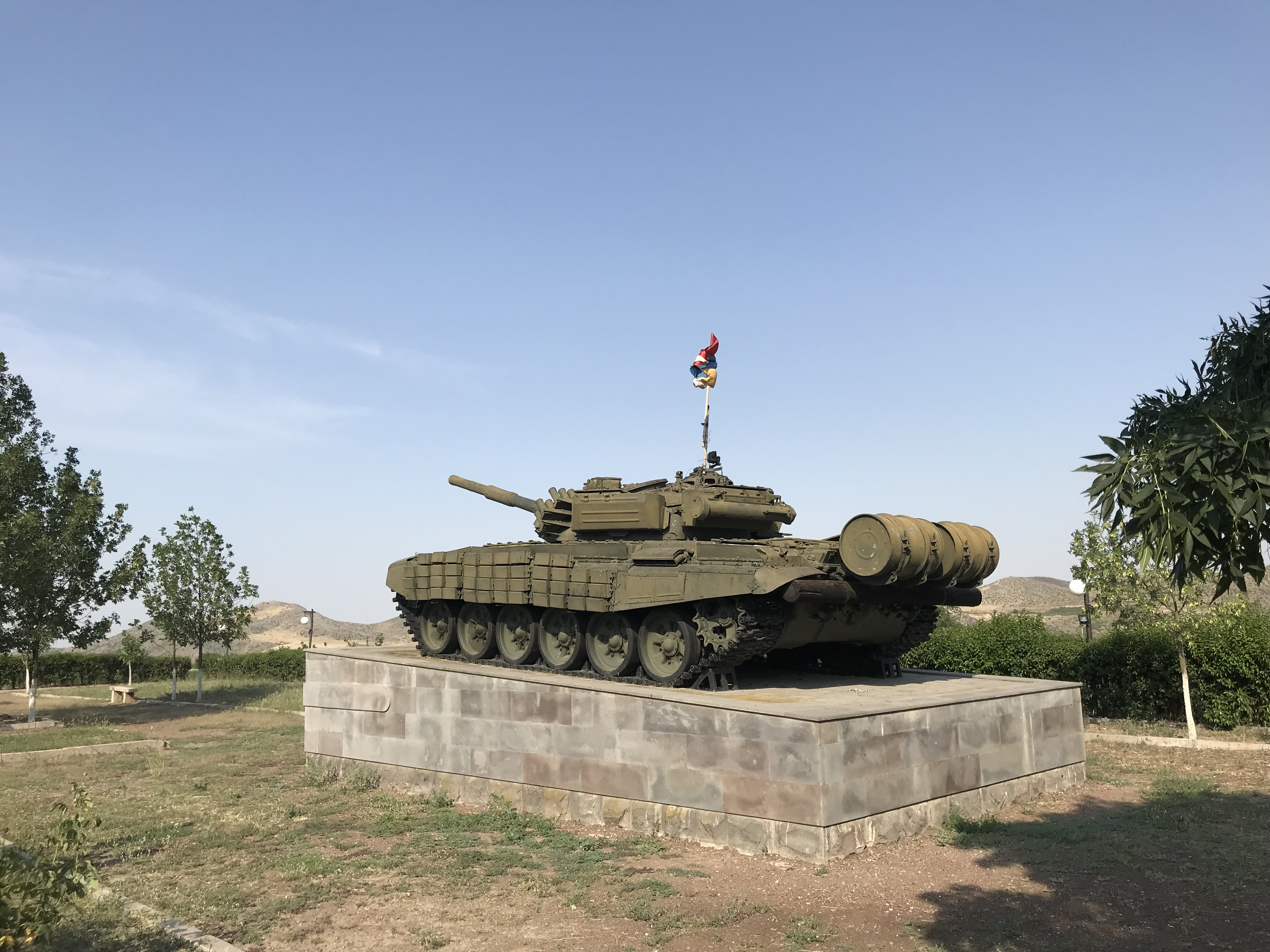
Monumento en honor a la primera guerra del Alto Karabaj

## Ciudades hermanadas
Askerán está hermanada con las siguientes ciudades:
- Bouc-Bel-Air, Francia